# 1991-es Formula–1 brazil nagydíj
A brazil nagydíj volt az 1991-es Formula–1 világbajnokság második futama.

## Futam
Brazíliában ismét Senna indult az első helyről, Patresét és Mansellt megelőzve. Mansell a rajt után feljött a második helyre, de Sennát nem tudta megelőzni. A boxkiállások után Mansell már 7 másodpercre volt lemaradva, de közeledett az éllovashoz, akinek váltóproblémái voltak. Az 50. körben Mansellnek defekt miatt ki kellett állnia a boxba, majd a 60. körben váltóhiba miatt kiesett. Senna először a negyedik, majd az ötödik és a harmadik sebességi fokozatát is elveszítette, de vezető helyét sikerült megőriznie Patresével szemben. A futam végén eleredt az eső, Prost megelőzte Piquet-t, de az első három sorrendje nem változott. Senna nyert Patrese és Berger előtt.
|         | Rsz. | Versenyző          | Csapat             | Körök | Idő/Kiesések        | Rajthely | Pontok |
| ------- | ---- | ------------------ | ------------------ | ----- | ------------------- | -------- | ------ |
| 1       | 1    | Ayrton Senna       | McLaren-Honda      | 71    | 1:38:28,128         | 1        | 10     |
| 2       | 6    | Riccardo Patrese   | Williams-Renault   | 71    | + 2,991             | 2        | 6      |
| 3       | 2    | Gerhard Berger     | McLaren-Honda      | 71    | + 5,416             | 4        | 4      |
| 4       | 27   | Alain Prost        | Ferrari            | 71    | + 18,369            | 6        | 3      |
| 5       | 20   | Nelson Piquet      | Benetton-Ford      | 71    | + 21,960            | 7        | 2      |
| 6       | 28   | Jean Alesi         | Ferrari            | 71    | + 23,641            | 5        | 1      |
| 7       | 19   | Roberto Moreno     | Benetton-Ford      | 70    | + 1 kör             | 14       |        |
| 8       | 24   | Gianni Morbidelli  | Minardi-Ferrari    | 69    | + 2 kör             | 21       |        |
| 9       | 11   | Mika Häkkinen      | Lotus-Judd         | 68    | + 3 kör             | 22       |        |
| 10      | 25   | Thierry Boutsen    | Ligier-Lamborghini | 68    | + 3 kör             | 18       |        |
| 11      | 21   | Emanuele Pirro     | Dallara-Judd       | 68    | + 3 kör             | 12       |        |
| 12      | 7    | Martin Brundle     | Brabham-Yamaha     | 67    | + 4 kör             | 26       |        |
| 13      | 32   | Bertrand Gachot    | Jordan-Ford        | 63    | Üzemanyag rendszer  | 10       |        |
| Kiesett | 5    | Nigel Mansell      | Williams-Renault   | 59    | Váltó               | 3        |        |
| Kiesett | 26   | Érik Comas         | Ligier-Lamborghini | 50    | Motorhiba           | 23       |        |
| Kiesett | 23   | Pierluigi Martini  | Minardi-Ferrari    | 47    | Kicsúszás           | 20       |        |
| Kiesett | 8    | Mark Blundell      | Brabham-Yamaha     | 34    | Motorhiba           | 25       |        |
| Kiesett | 29   | Éric Bernard       | Larrousse-Ford     | 33    | Hűtő                | 11       |        |
| Kiesett | 22   | Jyrki Järvilehto   | Dallara-Judd       | 22    | Elektronika         | 19       |        |
| Kiesett | 33   | Andrea de Cesaris  | Jordan-Ford        | 20    | Motorhiba           | 13       |        |
| Kiesett | 4    | Stefano Modena     | Tyrrell-Honda      | 19    | Váltó               | 9        |        |
| Kiesett | 16   | Ivan Capelli       | Leyton House-Ilmor | 16    | Erőátvitel          | 15       |        |
| Kiesett | 3    | Nakadzsima Szatoru | Tyrrell-Honda      | 12    | Kicsúszás           | 16       |        |
| Kiesett | 15   | Maurício Gugelmin  | Leyton House-Ilmor | 9     | Fizikai állapot     | 8        |        |
| Kiesett | 17   | Gabriele Tarquini  | AGS-Ford           | 0     | Felfüggesztés       | 24       |        |
| Kiesett | 30   | Szuzuki Aguri      | Larrousse-Ford     | 0     | Üzemanyag szivattyú | 17       |        |
| NK      | 10   | Alex Caffi         | Footwork-Porsche   |       |                     |          |        |
| NK      | 18   | Stefan Johansson   | AGS-Ford           |       |                     |          |        |
| NK      | 9    | Michele Alboreto   | Footwork-Porsche   |       |                     |          |        |
| NK      | 12   | Julian Bailey      | Lotus-Judd         |       |                     |          |        |
| NeK     | 14   | Olivier Grouillard | Fondmetal-Ford     |       |                     |          |        |
| NeK     | 35   | Eric van de Poele  | Lambo-Lamborghini  |       |                     |          |        |
| NeK     | 34   | Nicola Larini      | Lambo-Lamborghini  |       |                     |          |        |
| NeK     | 31   | Pedro Chaves       | Coloni-Ford        |       |                     |          |        |

## A világbajnokság állása a verseny után
| H  | Versenyzők       | Pont | H  | Konstruktőrök    | Pont |
| -- | ---------------- | ---- | -- | ---------------- | ---- |
| 1. | Ayrton Senna     | 20   | 1. | McLaren-Honda    | 24   |
| 2. | Alain Prost      | 9    | 2. | Ferrari          | 10   |
| 3. | Nelson Piquet    | 6    | 3. | Benetton-Ford    | 6    |
| 4. | Riccardo Patrese | 6    | 4. | Williams-Renault | 6    |
| 5. | Gerhard Berger   | 4    | 5. | Tyrrell-Honda    | 5    |

## Statisztikák
Vezető helyen:
- Ayrton Senna: 71 (1-71)

Ayrton Senna 28. győzelme, 54. (R) pole-pozíciója, Nigel Mansell 17. leggyorsabb köre.
- McLaren 88. győzelme.